# Ayumi hamasaki ASIA TOUR 2007 A 〜Tour of Secret〜
『ayumi hamasaki ASIA TOUR 2007 A 〜Tour of Secret〜』（アユミ・ハマサキ・アジア・ツアー・2007・エー ツアー・オブ・シークレット）は、2007年に浜崎あゆみがアジア各国で行ったライブである。

## 解説
2008年3月12日にソフト化し『ayumi hamasaki ASIA TOUR 2007〜Tour of Secret〜 "LIVE + DOCUMENTARY"』を発売。なお、タイトル中にある「A」はロゴ表記。
また、LIVE + DOCUMENTARY と題している通り、ライブ本編とドキュメンタリーが合間に収録されている。ドキュメンタリーには約5か月間に年明けから最終日までを完全密着し、ツアーミーティングや初のアジア公演の裏側、ステージ模型、バックステージやリハーサル、インタビューなどが収録されている。なお、浜崎のツアーファイナルでは珍しく、ライブ収録の会場であった東京・国立代々木競技場第一体育館ではなく、地元でもある福岡・マリンメッセ福岡での公演となった。前頭にアジアツアーを控えていたためである。また今回のツアー・ファイナルを通じて初の凱旋公演となった。

## 曲目

### DISC 01
1. LABYRINTH
2. evolution
3. UNITE!
4. taskinst
5. 1 LOVE
6. until that Day...
7. ℳ
8. appears
9. part of Me
10. Secret
11. kiss o' kill
12. Not yet
13. SURREAL
14. AUDIENCE
15. Boys & Girls

### DISC 02
1. SEASONS
2. glitter
3. independent
4. Humming 7/4
5. Who...

### その他ライブ映像 (ダイジェスト)
1. JEWEL (2007.3.10 さいたまスーパーアリーナ)
2. Memorial address (2007.3.24 台北アリーナ)
3. Memorial address (2007.4.7 香港コロシアム)
4. momentum (2007.4.22 上海グランドステージ)

## 参加ミュージシャン
- 浜崎あゆみ：Vocal

バンドメンバー
- エンリケ：Bass
- 野村義男：Guitar
- 清水俊也：Keyboards
- 宮崎裕介：Keyboards
- 江口信夫：Drums
- 濱田"Peco"美和子：Chorus
- 山崎"Princess"陽子：Chorus